# 아라이 하루히코
아라이 하루히코(荒井 晴彦, 1947년 1월 26일 ~ )는 일본의 각본가이자 영화 감독이다. 일본의 영화 계간지 《에이가 게이쥬츠》 (映画芸術)의 발행인과 편집장을 맡고 있으며, 일본영화대학 교수이기도 하다. 1977년 각본가로 데뷔 후 40편이 넘는 영화의 각본을 담당하였다.

## 작품

### 영화
- 《케이티》 (2002)
- 《바이브레이터》 (2003)
- 《부드러운 생활》 (2006)
- 《오시카 마을 소동기》 (2011)
- 《전쟁과 한 여자》 (2013)
- 《도모구이》 (2013)
- 《사랑, 육체를 느낄 때》 (2014)
- 《가부키초 러브호텔》 (2014)
- 《이 나라의 하늘》 (2015) 각본·감독
- 《친애하는 우리 아이》 (2017)
- 《분화구의 두 사람》 (2019) 각본·감독

### 드라마
- 《비타민F》 (2002)
- 화요서스펜스극장 《마쓰모토 세이초 스페셜 · 사고》 (2002)
- 드라마 컴플렉스 《마쓰모토 세이초 스페셜 · 손가락》 (2006)
- 《심야식당 시즌 2》 #5 〈통조림〉, #6 〈크림스튜〉 에피소드 (2011)
- 연속 드라마 W 《소돔의 사과: 롯을 죽인 딸들》 (2013)

## 같이 보기
- 가사하라 가즈오 (각본가)